# マコンブ
マコンブ（真昆布、学名：Saccharina japonica）は、不等毛植物門褐藻綱コンブ目コンブ科カラフトコンブ属（コンブ属）に属する海藻。日本固有種であるが、主に日本、中華人民共和国、大韓民国で養殖されている。
マコンブは単にコンブとも呼ばれ、地方によってはホンコンブやモトコンブ、ヒロメ、エビスメとも呼ばれており、日本料理においてコンブの最高級品として扱われている。
体長は3 m（メートル）、幅30 cm（センチメートル）程で笹の形に似ており、水深20 m 以浅の岩で生育する。寿命は約2年。

## 分布
マコンブは日本固有種であり、北海道から津軽海峡、岩手県北部にかけて自然分布するが、中国やロシア、フランス、韓国でも養殖が行われている。

## 利用と養殖

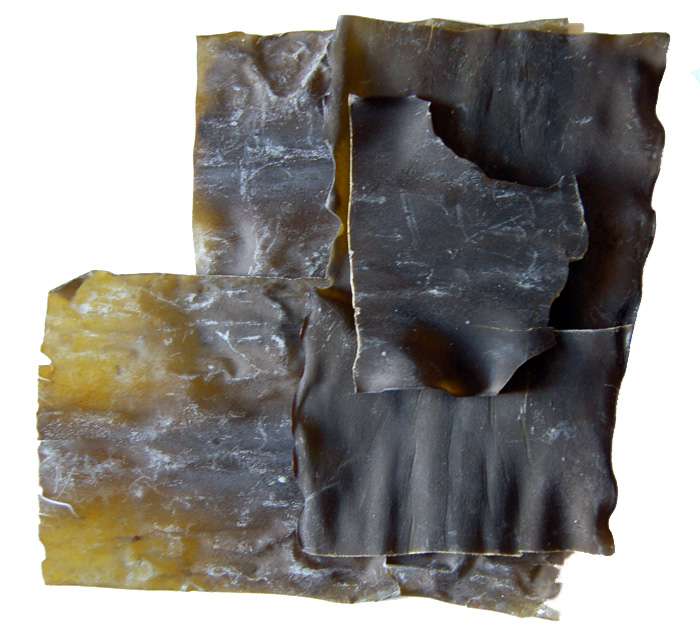
乾燥昆布として加工されたもの

日本と中国において変種のオニコンブ Saccharina japonica var. diabolica（羅臼昆布）と並んで最高級品とされている。出汁、とろろ昆布、つくだ煮、昆布巻き、塩こんぶなど、主に食用として広く加工・利用されている他、アルギン酸の生産にも利用されており、中国における生産量は年間1万トンにも及ぶ。
養殖は延縄による方法が広く行われている。日本国内においては主に北海道渡島総合振興局、胆振総合振興局管内において養殖されており、昭和40年代以降に本格的に開始された養殖マコンブは天然マコンブの生産量を上回っている。水揚げは6月から8月にかけて行われている。産地によって品質は大きく異なり、乾燥したものを切った時の色合いで「白口」「黒口」 などに選別される。
マコンブはヨウ素を多く含有しており、過剰摂取すると、甲状腺機能障害となることがある。

## 分類
原記載された際の学名は Laminaria japonica J.E. Areschoug (1851) であった。2006年の分子系統解析によりもともと属していた旧コンブ属（ゴヘイコンブ属）Laminaria J. V. Lamouroux は分割され、本種は Saccharina Stackhouse に属するとされる。

## 脚註
1. ↑  北海道お魚図鑑北海道 2015年6月15日
2. 1 2 3  おさかなギャラリーマルハニチロ 平成28年10月30日閲覧
3. 1 2  Guiry, M.D. (2014年). “Saccharina japonica”. AlgaeBase.   World-wide electronic publication, National University of Ireland, Galway. 2016年10月31日閲覧。
4. 1 2  M. D. Guiry. “Kelps: Laminaria and Saccharina”.   www.seaweed.ie. 2016年10月31日閲覧。
5. 1 2  コンブ （マコンブ）青い森の機能性食品素材 2016年10月30日閲覧
6. ↑  M. D. Guiry. “Alginates”.   www.seaweed.ie. 2016年10月31日閲覧。
7. ↑  Laminaria seafarming in China FAO
8. ↑  図鑑マリンネット北海道 2016年10月30日閲覧
9. ↑  Miyai, Kiyoshi; Tokushige, Tomoyasu; Kondo, Masahiko (2008-12-01). “Suppression of thyroid function during ingestion of seaweed "Kombu" (Laminaria japonoca) in normal Japanese adults”. Endocrine Journal 55 (6):  1103–1108. doi:10.1507/endocrj.k08e-125. ISSN 1348-4540. PMID 18689954.
10. ↑  Lane, C.E.; Mayes, C.; Druehl, L.D.; Saunders, G.W. (2006). “A multi-gene molecular investigation of the kelp (Laminariales, Phaeophyceae) supports substantial taxonomic re-organization”. Journal of Phycology 42:  493–512. doi:10.1111/j.1529-8817.2006.00204.x.